# Freuchie
Freuchie est un village situé dans le Fife, en Écosse. La grande ville la plus proche est Glenrothes, située à 6,5 km au sud. En 2020 la population de Freuchie est estimée à 1 250 habitants.